# Четов, Пётр Иванович
Пётр Иванович Четов (1713-1776) -  русский офицер,  драгун, комендант Бийской крепости в 1769-1776 г.

## Биография
Принадлежал к дворянскому роду тюркского происхождения. Службу начал рядовым в гвардейском Измайловском  полку, затем переведён писарем в Московский драгунский полк. В его составе участвовал в  русско-польской войне 1733-1735 гг. и русско-турецкой войне 1735-1739 гг. Был ранен. Участвовал в осаде Очакова. 
В 1734 г. произведен в прапорщики в 1740 - в поручики. В 1768 г. подполковник Четов переведён в Троицкий драгунский полк в Омской крепости, где в это время происходило строительство новой крепости.

## Служба в Бийской крепости
Комендантом Бийской крепости, важнейшего укрепления в системе Сибирской пограничной линии,  назначен в сентябре 1769 г. Руководил возведением новой, более мощной крепости. Организовал для нужд гарнизона "аптекарский лекарский дом" (первую аптеку города), на который из личных средств пожертвовал значительную сумму. При нём в крепости построена первая церковь. Внёс важный вклад в развитие будущего города. 
25 ноября 1770 г. удостоен Ордена Святого Георгия Победоносца четвертой степени . Семьи не имел. Умер в июле 1766 г..

### Память о Петре Четове
Полковник Петр Четов был погребен в ограде построенной при нём Успенской церкви (известной позже в городе как "старая Успенская"). Надпись на надгробной плите гласила: "Полковник Четов здесь сию крепоть устроил и именем своим Храм Божий украшал. Сей памятник возложен за верную добродетель, чтоб в поздния века был точным всем  свидетель". Захоронение было вскрыто городскими комсомольцами в 1923 году, череп Четова был передан в Бийский краеведческий музей, где предположительно находится и в настоящее время. Также в музее находится его шпага. В Бийске есть сторонники идеи идентификации и почетного перезахоронения останков коменданта крепости.
На здании по адресу Советская, 10 (на территории, где находилась крепость) весной 2003 г. размещена памятная доска с текстом: "Полковник Четов здесь крепость устроял ЧЕТОВУ ПЕТРУ ИВАНОВИЧУ коменданту и строителю Бийской крепости в 1770-1777 годах благодарные потомки".